# Robert von Zimmermann

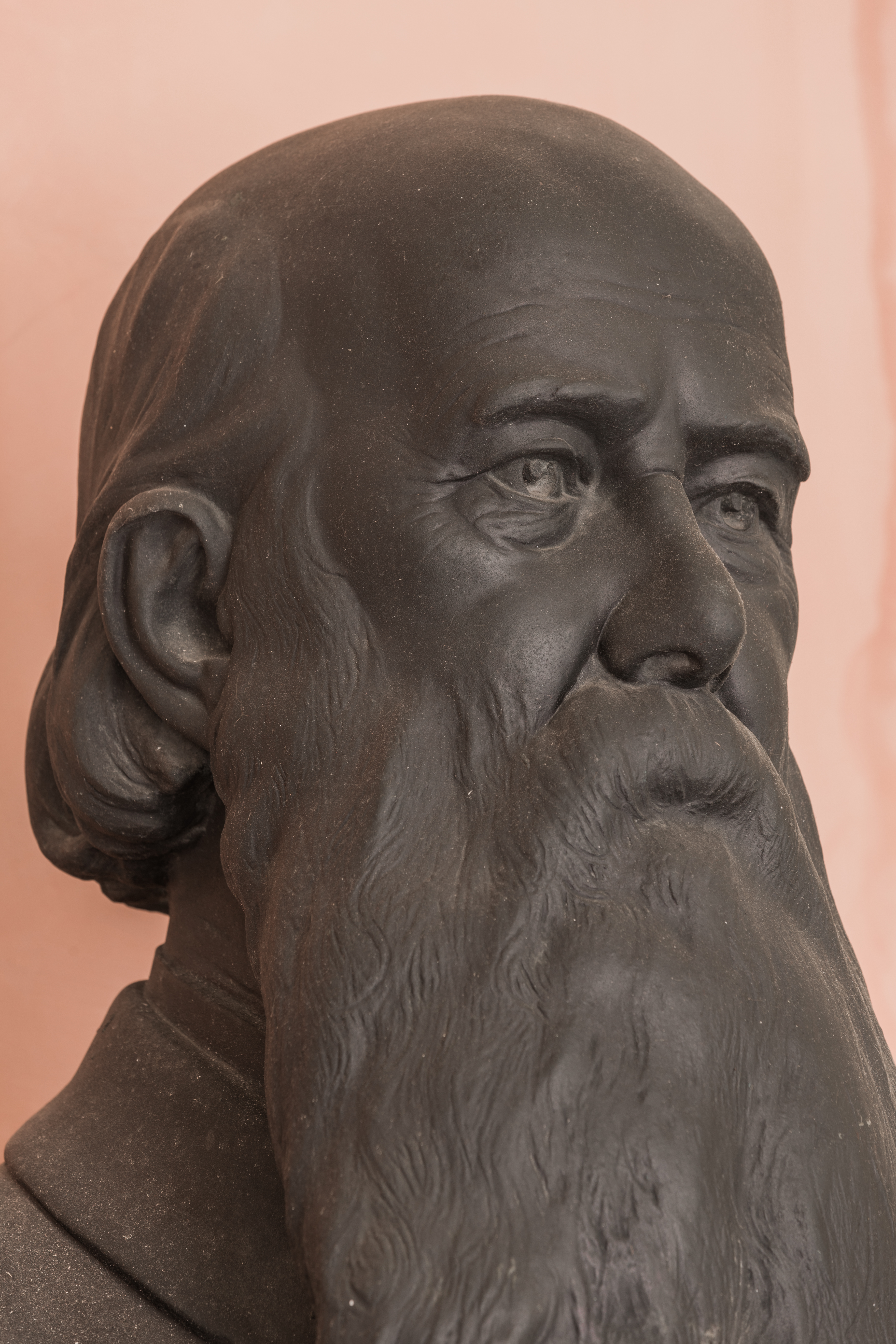
Busto de Robert von Zimmermann en la Universidad de Viena

Robert von Zimmermann  (Praga, 2 de noviembre de 1824 - ídem, 1 de septiembre de 1898) fue un filósofo austríaco, dedicado al estudio de la estética.
Estudió filosofía, matemáticas y ciencias naturales en las universidades de Praga y Viena. Después de trabajar como asistente en el Observatorio de Viena, fue profesor de filosofía en la Universidad de Olmütz (1850), la Karls-Universität de Praga (1852) y la Universidad de Viena (1861). En su principal obra, Estética (1858-1865), efectuó una clasificación de las artes divididas en "representación material" (arquitectura y escultura), "representación perceptiva" (pintura y música) y "representación del pensamiento" (literatura).

## Obras
- Leibnitz' Monadologie. Deutsch mit einer Abhandlung Über Leibnitz' und Herbart's Theorieen des wirklichen Geschehens von Dr. Robert Zimmermann. Viena, 1847;
- Leibnitz und Herbart. Eine Vergleichung ihrer Monadologien; gekrönte Preisschrift von Robert Zimmermann. Viena, 1849;
- Was erwarten wir von der Philosophie? . Praga, 1852;
- Das Rechtsprinzip bei Leibnitz. Ein Beitrag zur Geschichte der Rechtsphilosophie . Viena, 1852;
- Philosophische Propädeutik. Viena, 1852;
- Über das Tragische und die Tragödie. Viena, 1856;
- Ästhetik. Viena, 1858-1865;
- Studien und Kritiken zur Philosophie und Ästhetik. Viena, 1870;
- Samuel Clarkes Leben und Lehre. Viena, 1870;
- Anthroposophie im Umriß. Viena, 1882;
- Leibnitz bei Spinoza. Eine Beleuchtung der Streitfrage. Viena, 1890.